# Alla ricerca del piacere
Alla ricerca del piacere  és una pel·lícula italiana giallo del 1972 escrita i dirigida per Silvio Amadio.

## Argument
Greta, una bella americana rossa, és contractada com a nova secretària de Richard Stuart, un famós novel·lista que viu a una illa prop de Venècia amb la seva dona Eleanora. La Sally, l'anterior secretària, havia desaparegut sense deixar rastre. Sense que en Richard i l'Eleanora ho sàpiguen, Greta ha acceptat la feina per investigar la desaparició de la seva amant, Sally.
La Greta s'assabenta que la Sally va morir accidentalment en l'escalfor de la passió durant un dels jocs sexuals pervertits que els Stuart fan a la seva mansió de tant en tant; un home gros i brutal anomenat Rocco va perdre el control i va estrangular la noia. La estranya parella mata el seu majordom quan intenta fer-los xantatge per l'incident. Només queda que la Greta desaparegui, llavors els crims no es destaparà mai. L'Eleanora atrau la Greta a un trio privat amb en Rocco i ella mateixa, en un intent d'aconseguir que el Rocco, fàcilment emocionable, repeteixi el seu descuidat crim de passió per darrera vegada.

## Repartiment
- Farley Granger com a Richard Stuart
- Barbara Bouchet com a Greta Franklin
- Rosalba Neri com a Eleanora Stuart
- Umberto Raho com a Giovanni, el majordom
- Patrizia Viotti com a Sally Reece
- Dino Mele com a Sandro
- Petar Martinovic com a Rocco
- Nino Segurini com a comissari Antonelli[2]

## Producció
Els títols de treball originals de la pel·lícula incloïen Replica de un delitto i Il passo dell'assassino. Al seu llibre sobre el gialli italià, Troy Howarth va descriure la pel·lícula com a pertanyent a la tendència dels "gialli sexy-trashy" oposada a les pel·lícules emergents influenciades per les pel·lícules de Dario Argento. L'historiador del cinema Roberto Curti es va fer ressò d'aquesta afirmació, juntament amb Il sorriso della iena (1972) d’Amadio eren variacions de l'eròtic gialli de finals dels anys 60.

## Estrena
Alla ricerca del piacere fou estrenada per primer cop el 1972. La pel·lícula es va estrenar als Estats Units com a Maniac Mansion i al Regne Unit com a Hot Bed of Sex. Va ser llançat per Something Weird Video en vídeo casolà com Leather and Whips.

## Recepció
A partir de ressenyes contemporànies, David McGillivray, del Monthly Film Bulletin, va revisar una versió de 81 minuts de la pel·lícula titulada Hot Bed of Sex. McGillivray va declarar que la pel·lícula estava "amuntegada d'intents absurds" i sospitosos d'implantar suspens."
A partir de les crítiques retrospectives, Adrian Luther-Smith va escriure al seu llibre Blood and Black Lace va definir la pel·lícula com "un altre thriller eròtic seductor de Silvio Amadio" i la recomanava als admiradors de Rosalba Neri i Barbara Bouchet mentre trobava que la partitura de tant en tant s'assemblava a un episodi de Star Trek i que "el ritme tranquil dels anys setanta pot ser massa lent per als espectadors educats amb una dieta de MTV i una hipèrbole grandiloqüent de Hollywood".